# Comitia centuriata
In een comitia centuriata, volgens de overlevering ingesteld door de Romeinse koning Servius Tullius, vergaderde en stemde het Romeinse volk gegroepeerd in centuriae of vermogensklassen, waarvan het aantal oorspronkelijk 193, vanaf het midden van de 3e eeuw v.Chr. ca. 350 bedroeg. Elk van de comitiae kreeg één stem, ongeacht het aantal burgers dat erbij hoorde. De meerderheid van stemmen binnen een comitia bepaalde welke stem de comitia zou uitbrengen.
De comitiae centuriatae kozen de consules, praetores en censores, namen beslissingen over oorlog en vrede, en stemden over wetsvoorstellen. Voorts dienden zij als beroepsinstantie tegen doodstraf en ambtelijke vonnissen. Zij vergaderden op het Marsveld en werden samengeroepen en voorgezeten door een consul of praetor. 
Tot rond 250 beschikten de 98 hoogste vermogensklassen samen over de absolute meerderheid: de lagere klassen kwamen gewoonlijk zelfs niet aan stemming toe. Door de sociale hervormingen van de 3e eeuw v.Chr. werd de invloed van de hoogste klassen echter geleidelijk verminderd.